# Parancistrocerus declivus
Parancistrocerus declivus är en stekelart som först beskrevs av Brethes 1903.  Parancistrocerus declivus ingår i släktet Parancistrocerus och familjen Eumenidae. Inga underarter finns listade i Catalogue of Life.